# Amade Almançor Saadi
Amade Almançor (em árabe: أحمد المنصور; romaniz.: Ahmed/Ahmad el/al-Mans(o)ur), foi um rei de Marrocos da dinastia saadiana, reinou entre 1578 e 1603. Foi antecedido no trono por Abu Maruane Abedal Maleque I, e foi seguido no trono por Abu Faris Abedalá.